# 万博記念競技場
万博記念競技場（ばんぱくきねんきょうぎじょう、英語: Expo '70 Commemorative Stadium）は、大阪府吹田市の万博記念公園にある陸上競技場。球技場としても使用される。施設は大阪府が所有し、大阪府が管理・運営も行っている。

## 歴史
1970年の日本万国博覧会の開催終了後、記念公園として整備された万博記念公園に1972年に開場した。
1993年、ガンバ大阪のホームスタジアムとなることを受けてナイター照明を設置した。1996年には翌年の第52回国民体育大会（なみはや国体）開催決定を受けて、スタンドを増築した。2006年にサイドスタンドが芝生席から立ち見席に改修され、収容人員が23,000人から21,000人へ変更された。
2002年に長居陸上競技場でFIFAワールドカップの開催準備があったため、IAAFグランプリ大阪大会の会場として使われた。
なお、2014年3月31日までは独立行政法人日本万国博覧会記念機構が施設を所有すると共に指定管理者として運営管理も行っていたが、法人解散となったため、2014年4月以降は大阪府がその地位を引き継いだ。

## 施設概要
- 収容人員 21,000人（サイドスタンドのみ立ち見席、メイン・バックは座席）
- 日本陸上競技連盟第2種公認
- トラック400m×8レーン、天然芝ピッチ
- 照明設備4基（鉄塔式）
- 電光掲示板（1997年から大型映像装置・アストロビジョン（通称「G-VISION」）に
- 競技場の地下は大阪広域水道企業団三島浄水場の浄水池で、 バックスタンドの地下がポンプ場になっている。浄水場との複合施設でもある。
- 北側にある隣接地に補助グラウンドに当る「万博記念公園運動場」[2]（クレイ補装、ピッチ75m×80m、400mトラックあり）が所在する。

## その他
- 毎年吉本陸上競技会の会場として、第1回放送から使われている。
- 老朽化に加えて、収容人数などが国際サッカー連盟（FIFA）の規格を満たしておらず、2008年にG大阪が出場したスルガ銀行チャンピオンシップは、国際大会には不適格という理由で大阪長居スタジアムで行われた。そのことがきっかけとなりG大阪は新スタジアムの建設を進める方針を示し、2015年に万博記念公園内に市立吹田サッカースタジアムが完成した。
- 競技場にはG大阪のスポンサーの広告幕・看板がスタンド最前列に掲示されていた。
- 1996年のJリーグにおいて、京都パープルサンガ（当時）のホームゲームが台風の影響で延期された。しかし代替開催日（8月24日）に本来のホームスタジアム（西京極競技場）が利用できないことから、当競技場で代替開催された。
- G大阪がパナソニック（吹田）スタジアム完成後、J3リーグに特別参戦していたG大阪U-23の主管試合を除きJリーグ公式戦は行われていなかったが、2023年のJ3リーグレギュラーシーズン最終・38節のFC大阪対愛媛FC戦（12月2日）[3]が行われることが決定した。

## アクセス
- 大阪モノレール彩都線 公園東口駅から徒歩1分[1]
- JR京都線（東海道本線）茨木駅より近鉄バスで「日本庭園前」下車[1]

## ギャラリー

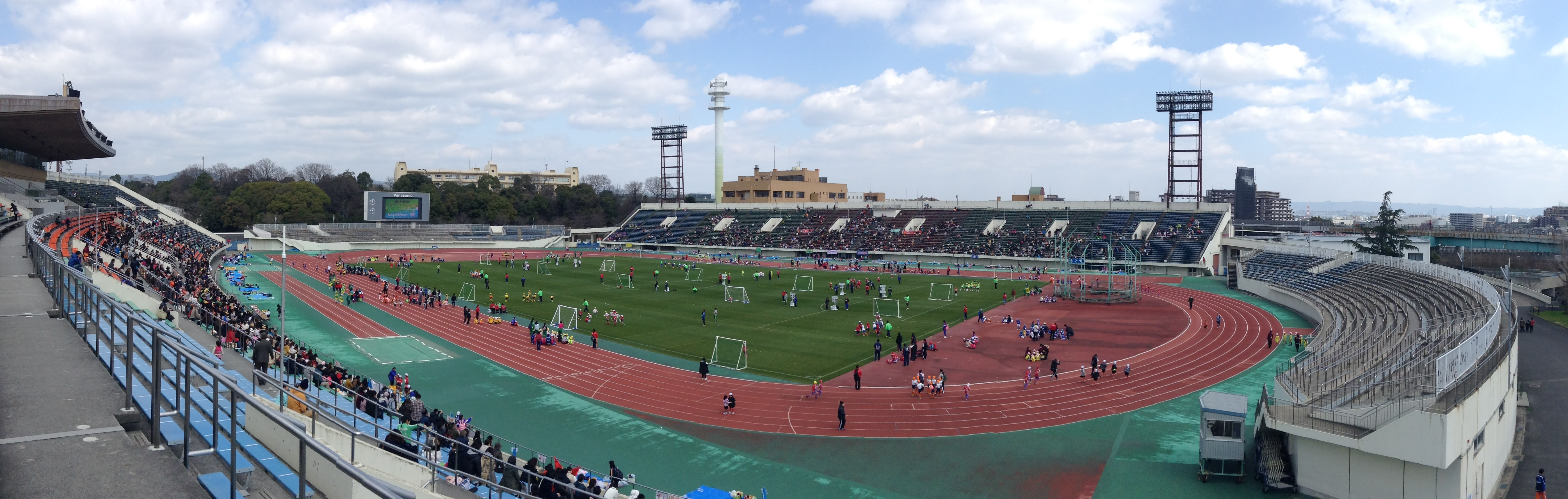
2016年撮影。メインスタンドからサイドスタンド、バックスタンドを望む
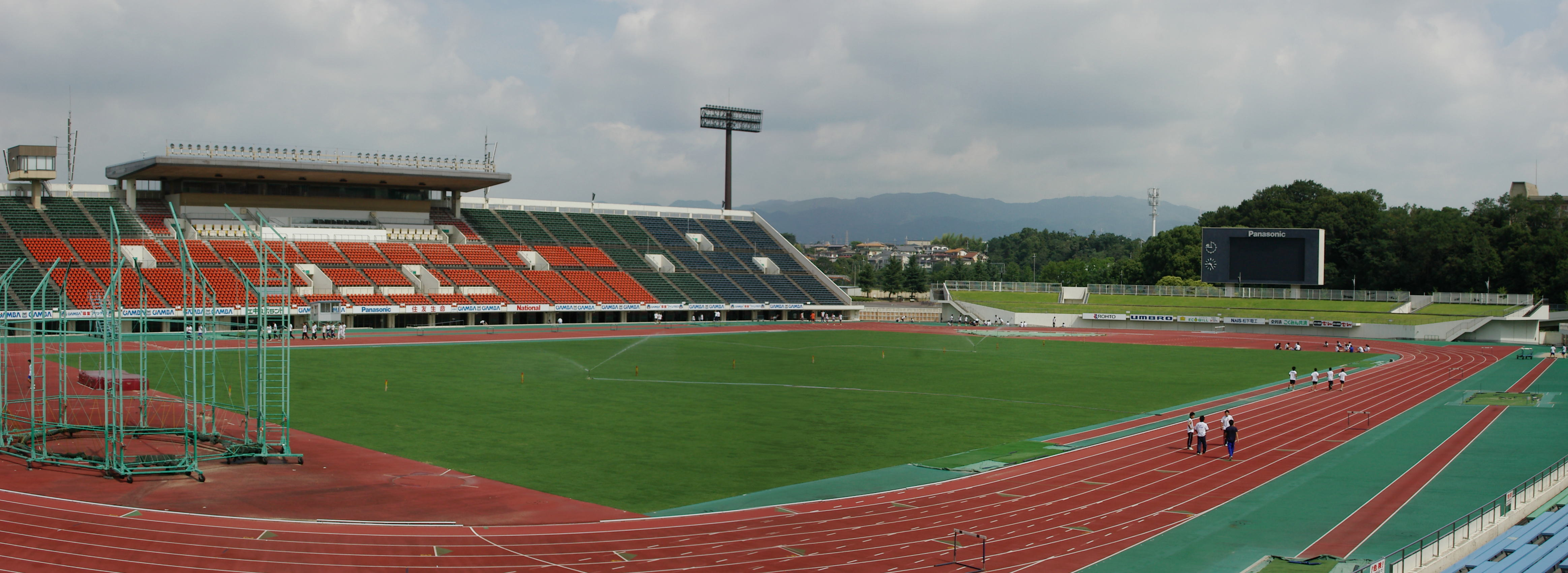
2004年撮影。サイドスタンドは芝生席であった。
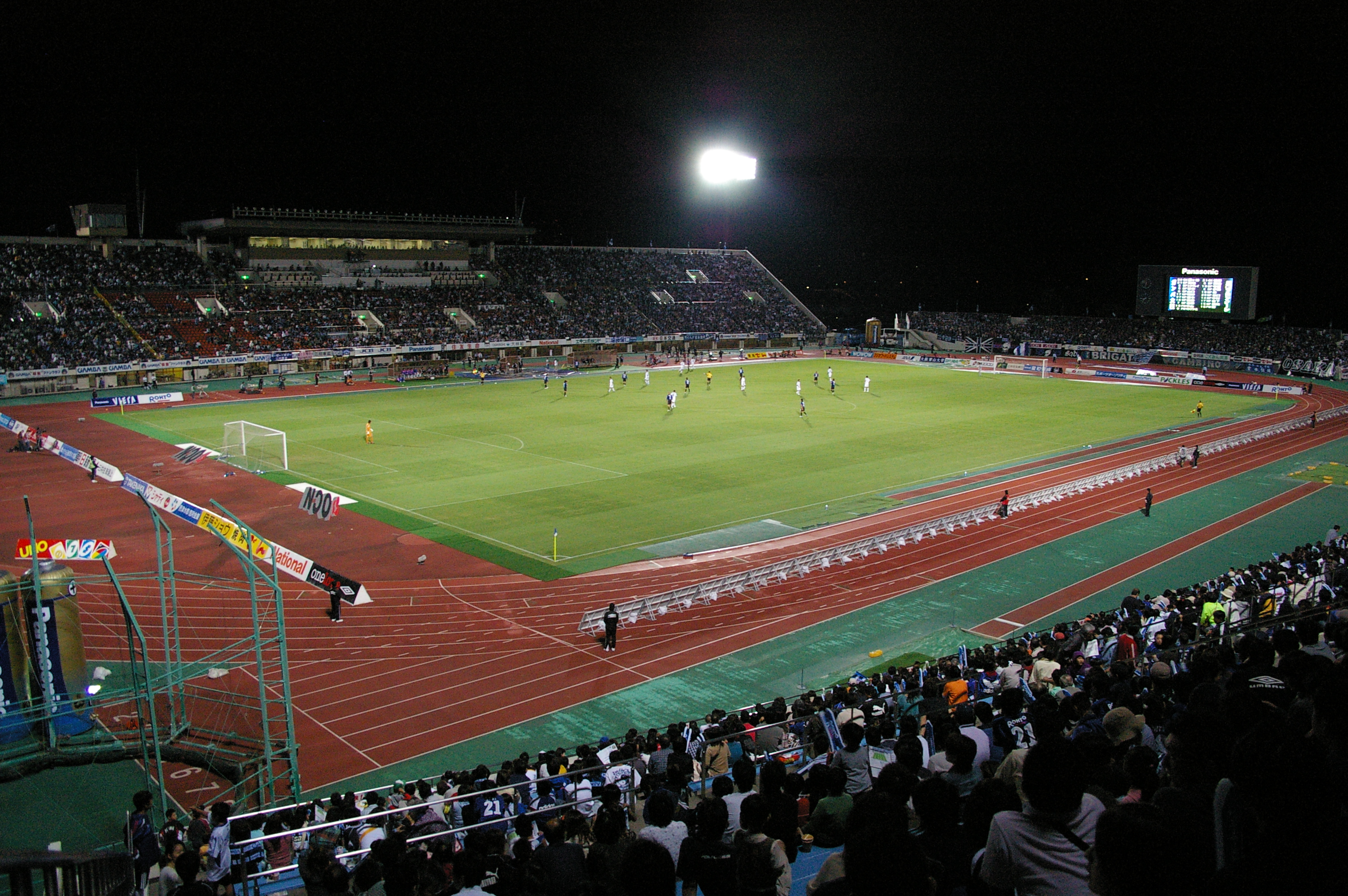
ナイトゲーム開催時（2006年）
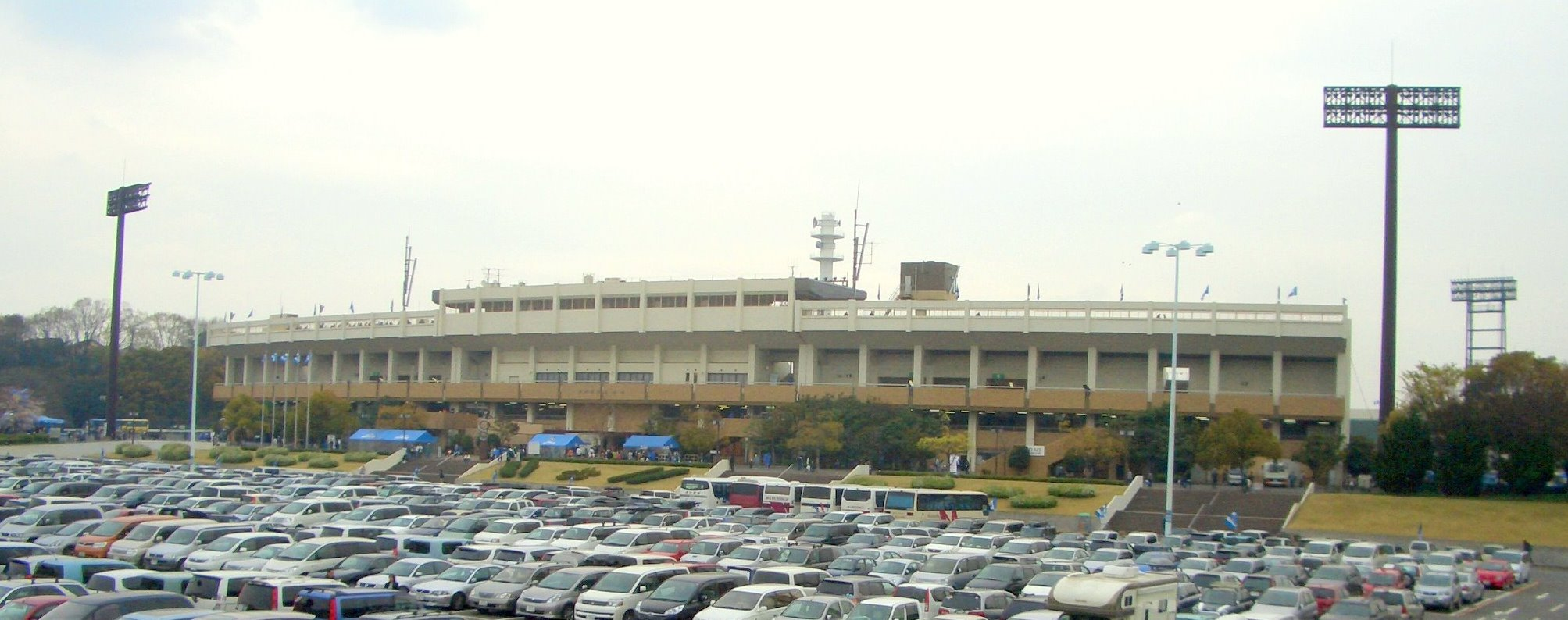
外観